# 4974 Elford
4974 Elford (1990 LA) là một tiểu hành tinh vành đai chính được phát hiện ngày 14 tháng 6 năm 1990 bởi McNaught, R. H. ở Siding Spring.